# باشگاه فوتبال واترفورد
باشگاه فوتبال واترفورد (به ایرلندی: Cumann Peile Phort Láirge) سابقاً باشگاه فوتبال واترفورد یونایتد یک باشگاه فوتبال ایرلندی مستقر در واترفورد است که در لیگ دسته اول ایرلند بازی می‌کند. این باشگاه در سال ۱۹۳۰ تأسیس گردید و برای لیگ برتر فوتبال ایرلند انتخاب شد.
این باشگاه در ابتدا در استادیوم گری‌هاند معروف به کیلکوهن پارک بود بازی می‌کرد، اما اکنون فعالیت‌های آن، به مرکز ورزشی منطقه‌ای واترفورد منتقل شده‌است. در سال ۲۰۱۸ باشگاه و بازیکنانش کاملاً حرفه‌ای شدند.

## ورزشگاه
واترفورد بازی‌های خانگی خود را در مرکز ورزشی منطقه‌ای واترفورد انجام می‌دهد که بیشتر به آن RSC می‌گویند. آنها از سال ۱۹۹۳ در RSC بازی کرده‌اند.
این ورزشگاه دارای دو جایگاه و ظرفیت ۵۱۵۴ نفر با ۲۹۷۸ صندلی است. رکورد حضور تماشاگر در RSC مربوط به بازی نیمه نهایی جام حذفی فوتبال ایرلند در سال ۱۹۹۷ در برابر شلبورن است که واترفورد با نتیجه ۲–۱ در مقابل بیش از ۸۵۰۰ نفر شکست خورد، این بازی در زمانی بود که تماشاگران اجازه ایستادن در محل پیست تارتان دور زمین را داشتند.
RSC همچنین میزبان فینال لیگ‌کاپ ایرلند در سال ۲۰۰۹ بود که در آن بوهمیان ۳–۱ واترفورد را شکست داد.